# Zeta Herculis
Zeta Herculis (ζ Her, Herculis) là một hệ thống nhiều sao trong chòm sao Vũ Tiên. Nó có cường độ thị giác rõ ràng là 2,81, có thể nhìn thấy bằng mắt thường. Các phép đo Parallax cho thấy nó ở khoảng cách khoảng 35,0 năm ánh sáng (10,7 parsec) từ Trái đất.
Thành viên chính đó là một ngôi sao siêu âm có phần lớn hơn Mặt trời và mới bắt đầu phát triển ra khỏi chuỗi chính khi nguồn cung cấp hydro ở lõi của nó cạn kiệt. Nó được quay quanh bởi một ngôi sao đồng hành nhỏ hơn với khoảng cách góc trung bình là 1,5  vòng cung, tương ứng với sự phân tách vật lý của khoảng 15 Đơn vị Thiên văn. Khoảng cách này đủ lớn để hai ngôi sao không có ảnh hưởng thủy triều đáng kể đối với nhau. Các ngôi sao quay quanh nhau trong khoảng thời gian 34,45  năm, với trục bán chính là 1,33 và độ lệch tâm là 0,46.
Hợp phần A có phân loại sao F9  IV. Nó gấp khoảng 2,6 lần bán kính của Mặt trời và gấp 1,45 lần khối lượng của Mặt trời. Ngôi sao này đang tỏa ra hơn sáu lần độ sáng của Mặt trời ở nhiệt độ hiệu quả là 5,820  K. Thành phần thứ cấp (Thành phần B) có cùng kích thước và khối lượng với Mặt trời, với nhiệt độ hiệu quả là 5.300  K. Cả hai ngôi sao này đang quay chậm. Có thể có một thành viên thứ ba mờ nhạt của hệ thống này, mặc dù ít được biết về nó.
Quỹ đạo và thông tin khác về nhị phân AB được ghi lại trong . Chênh lệch cường độ giữa cặp AB là 1,52 ± 0,04 độ lớn (ở 700nm). Hai nghiên cứu thiên văn đã thất bại trong việc phát hiện thành phần thứ ba của nhị phân AB.
Hệ thống này tạo thành một phần của nhóm sao chuyển Zeta Herculis. Nhóm này bao gồm: φ 2 Pavonis, ζ Reticuli, 1 Hydrae, Gl 456, Gl 678, và Gl 9079.